# Castrobol
Castrobol is een gemeente in de Spaanse provincie Valladolid in de regio Castilië en León met een oppervlakte van 16,91 km². Castrobol telt 65 inwoners (1 januari 2016).

## Demografische ontwikkeling
Bron: INE, 1857-2011: volkstellingen